# Stalaktit

Stalaktit (A) und Sinterröhrchen (B)

Ein Stalaktit ist der von der Decke einer Höhle hängende Tropfstein, sein Gegenstück ist der vom Boden emporwachsende Stalagmit (Eselsbrücken siehe Tropfstein). Beide Namen leiten sich aus dem altgriechischen στάλαγμα, stálagma (gleichbedeutend mit σταλαγμός, stalagmós), „Tropfen“, ab.

## Beschreibung

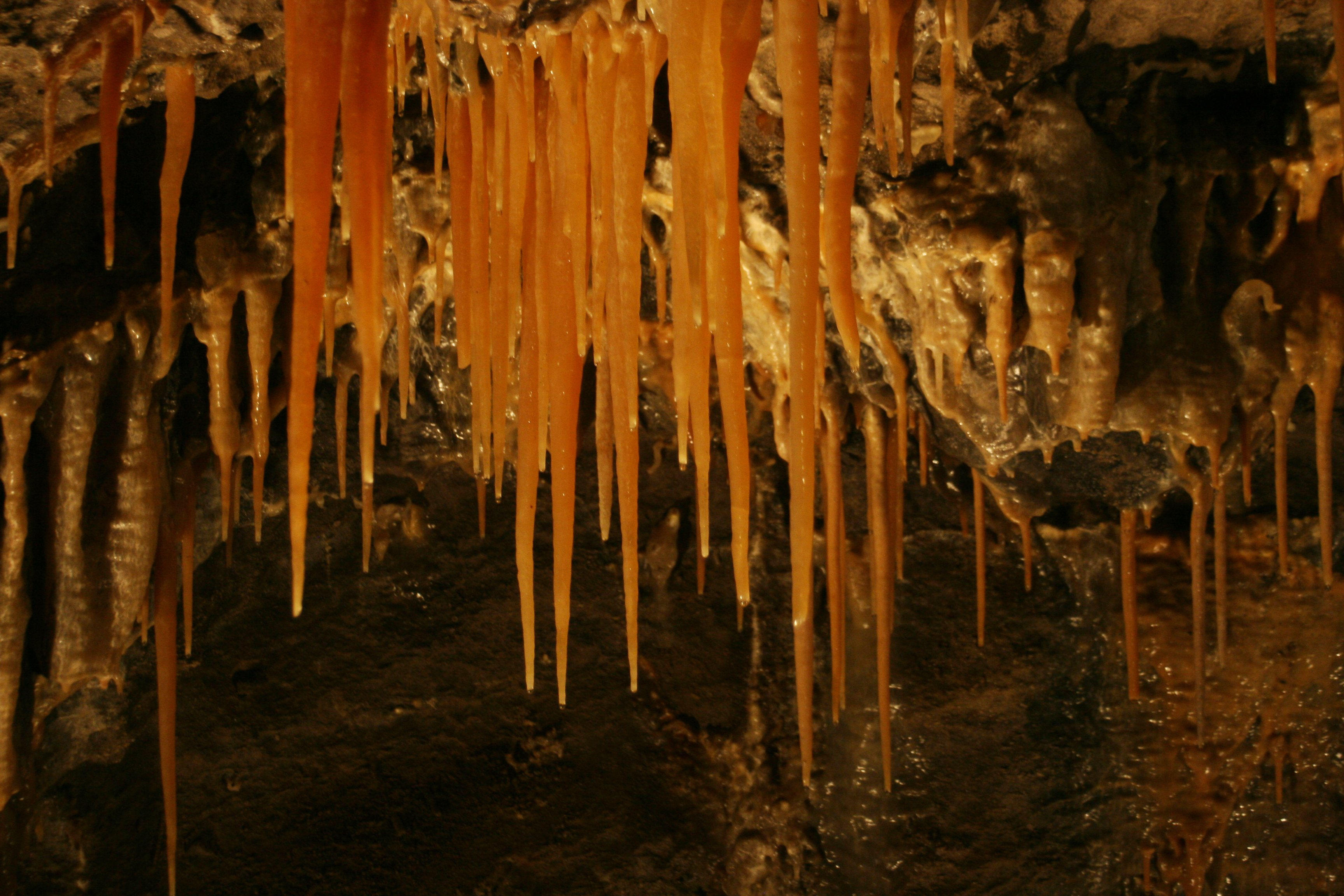
Stalaktite in der Treak Cliff Cavern (Derbyshire in England)

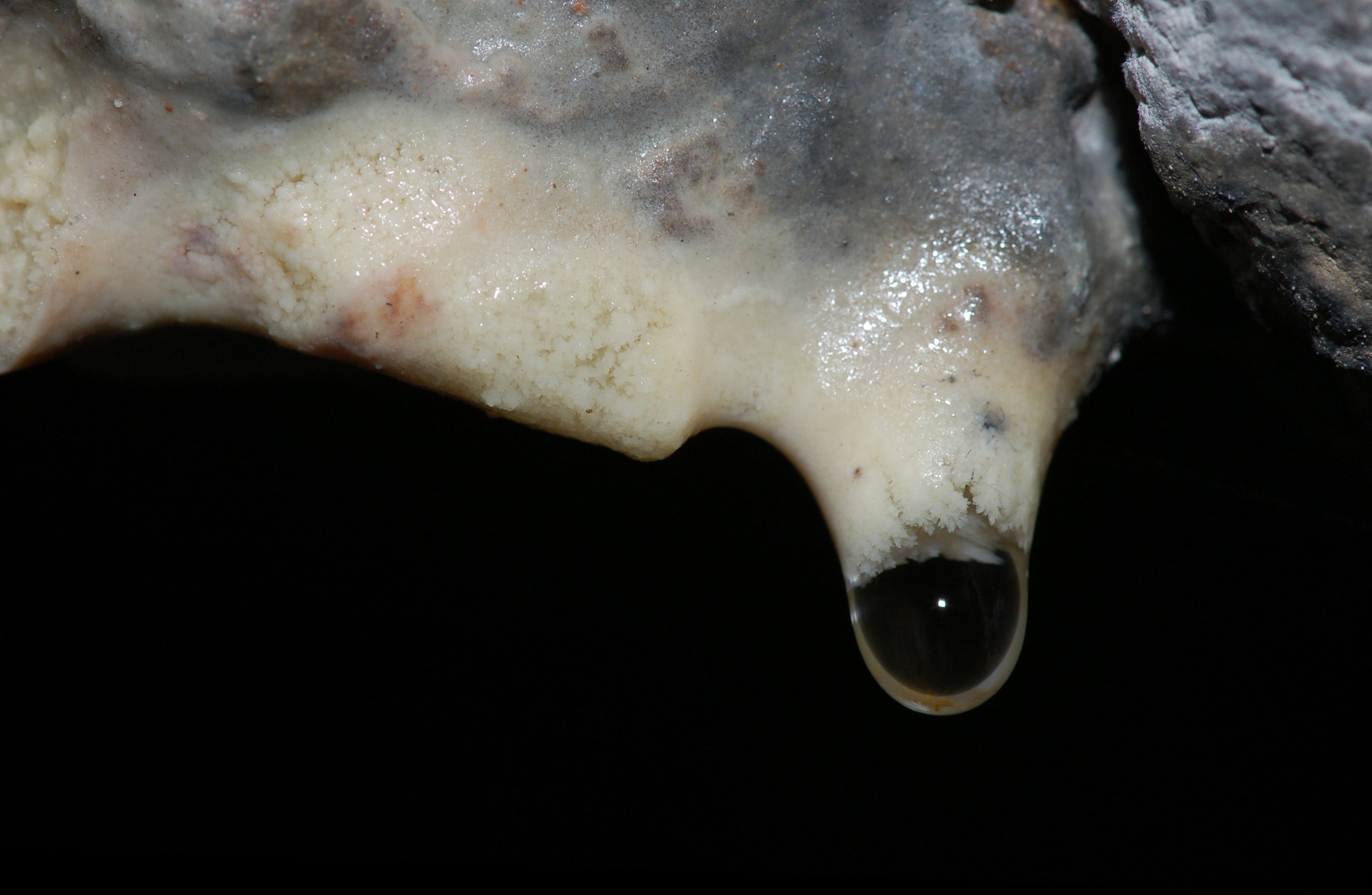
Ein Tropfen an der Höhlendecke mit Kalkausscheidungen

Sinterröhrchen/Makkaroni

Wie alle Tropfsteinformationen entsteht ein Stalaktit, wenn kohlensäurehaltiges Wasser in das Gestein eindringt und bedingt durch die Oberflächenspannung an der Decke eines Hohlraums Calcit ablagert. Das entstehende Material wird Sinter genannt. Tritt ein Tropfen aufgrund der Oberflächengestalt immer an exakt derselben Stelle aus, kann die Ablagerung die Form eines Ringes mit der Tropfengröße als Durchmesser bilden. Diese Formation kann zu einem Sinterröhrchen wachsen, auch Makkaroni genannt.
Ein Stalaktit entsteht dadurch, dass Tropfen nicht mehr im Inneren des Röhrchens, sondern auf seiner Außenseite ablaufen und Calcit ablagern – womit das Dickenwachstum einsetzt. Bei der Untersuchung eines Stalaktits kann das Sinterröhrchen im Inneren oft noch nachgewiesen werden.
Es gibt auch seltenere Formen, bei denen ein Stalaktit ohne vorheriges Sinterröhrchen wächst. Hierbei spielt die Oberflächengestalt der Höhlendecke die entscheidende Rolle, damit das Dickenwachstum ohne Leitstruktur beginnt.
Die Größe eines Stalaktits ist durch sein Eigengewicht begrenzt, das ihn irgendwann von der Decke reißt. Ein Stalaktit ist immer deutlich schlanker als ein Stalagmit am Boden. Wächst der Stalaktit schließlich mit dem Stalagmit zusammen, bildet sich eine Tropfsteinsäule, Stalagnat genannt. 
Der größte bisher entdeckte Stalaktit der Welt befindet sich in der brasilianischen Gruta do Janelão und hat eine Höhe von 28 Metern.
Stalaktiten und andere Tropfsteinformen können sich auch an älteren Bauwerken bilden, wenn Calciumhydroxid aus Zement oder Beton gelöst wird und dann mit dem Kohlendioxid der Luft reagiert (Beschreibung und Experimente siehe Literatur).
Stalaktitengewölbe (Muqarnas) sind ein Stilelement der orientalischen Architektur, etwa an Scherefes (Balkonen) von Minaretten.